# Marina (Saarde)
Pour les articles homonymes, voir Marina.
Marina est un village de la Commune de Saarde du comté de Pärnu en Estonie.
Au 31 décembre 2011, il compte 43 habitants.